# Франческа. Володарка офіцерського жетона
«Франческа. Володарка офіцерського жетона» — другий роман українського письменника бурятсько-монгольського походження Доржа Бату, що вийшов у червні 2019 року у видавництві ВСЛ. Роман розповідає про продовження пригод аерокосмічного оператора НАСА Франчески, яка знаходить час для курйозів та веселощів навіть на найвідповідальнішій роботі космічного оператора. Роман є другим у серії про Франческу, продовженням роману 2018 року Франческа. Повелителька траєкторій.

## Сюжет
Франческа повертається! Командний центр управління польотами НАСА чекає ще більше пригод та викликів. Джорджіо та Франческа стають героями власної бондіани, разом рятують світ й одне одного, отримують офіцерські звання та дізнаються, як правильно закручувати гайки.
Нова книжка Доржа Бату — це невигадані історії про дружбу, любов, толерантність, бійки, афери, спецоперації і навіть смерть. А також про те, що робота в команді — це не лише вміння добре робити свою справу, а й бути поруч у потрібний момент.

## Видання
Книга вийшла у червні 2019 року у видавництві «ВСЛ». Малюнки для видання створив український художник-ілюстратор Ком'яхов Олександр.
- Дорж Бату. Франческа. Володарка офіцерського жетона . Іл.: Олександр Ком'яхов. Львів: ВСЛ, 2019. 592 стор. ISBN 978-617-679-682-4[1]

## Відгуки літкритиків
Літкритик Ірина Хомчук зазначила, що у порівнянні з першою частиною роман Франческа. Володарка офіцерського жетона також має "багато гумору, кумедних ситуацій, вдалих жартів і неочікуваних поворотів. У ній — ті самі герої, які стали майже своїми після прочитання книги, й трошки нових". Хомчук підсумувала свій огляд, зазначивши, що "після того, як перегортаєш останню сторінку книги, тебе опановує те ж відчуття: жаль розлучатися з цими всіма цікавезними людьми".

## Продовження
У 2019 році в інтерв'ю українським журналістам Бату зазначав, що не планує писати ще одну книгу з серії Франческа, й натомість фокусуватиметься на написанні роману з зовсім іншої тематики.